# 梁穎禮
梁穎禮（1982年1月13日—），人稱阿禮，為香港Fm101電台的主持人之一，節目名稱為《事後煙。二三事》。又為香港獨立樂隊蹙，意色樓成員。自稱在三聯書局「畢業」。

## 簡歷

梁穎禮在樂隊蹙表演時的相片

梁穎禮尚未加入地下樂隊時在柴灣一間工廠做跟車送貨。加入地下樂壇初期兼職教畫，有時也會替雜誌寫影評，正職是《蹙》樂隊主音。
十年地下樂隊生活令他結識不少好友，過去的樂隊生涯裡，阿禮常常到大陸地方表演。
2014年6月反新界東北撥款示威期間，包括梁穎禮在內的13名示威者以竹枝及雨傘撬開立法會大樓大門、阻礙關門等被捕。2016年2月19日，他被裁定參與非法集結罪成立，被判120小時社會服務令，律政司不滿刑期過輕，向高等法院上訴法庭申請覆核刑期。
2017年8月15日，上訴庭裁定律政司覆核刑期得直，梁穎禮被改判入獄13個月。
2018年9月8日，終審法院裁定13名反東北發展示威者就刑期上訴得直，包括梁穎禮在內的13人當庭釋放。

## 外部連結
- 社運青年領綜援當全職義工（页面存档备份，存于）
- 社運分子啤酒罐擲警車罰款 2010年7月23日（页面存档备份，存于）
- 財爺派糖‧社運收檔：元旦遊行青年被捕准保釋 2010.02.24
- 梁穎禮事件 港警秋後算賬越演越烈（页面存档备份，存于）
- 律政司繼續掃蕩異見者@有線新聞 2010年 02月24日
- [訪問] 音樂詩人: 梁穎禮專訪
- 狙擊《十八仝人》　梁穎禮被控@蘋果日報 ( 2010年 09月16日)

1. ↑  . 蘋果日報. 2017-08-15  [2017-08-16]. （原始内容存档于2017-08-16）.
2. ↑  . 蘋果日報. 2017-09-08  [2018-10-25]. （原始内容存档于2018-09-08）.